# 카멜레온자리 CT

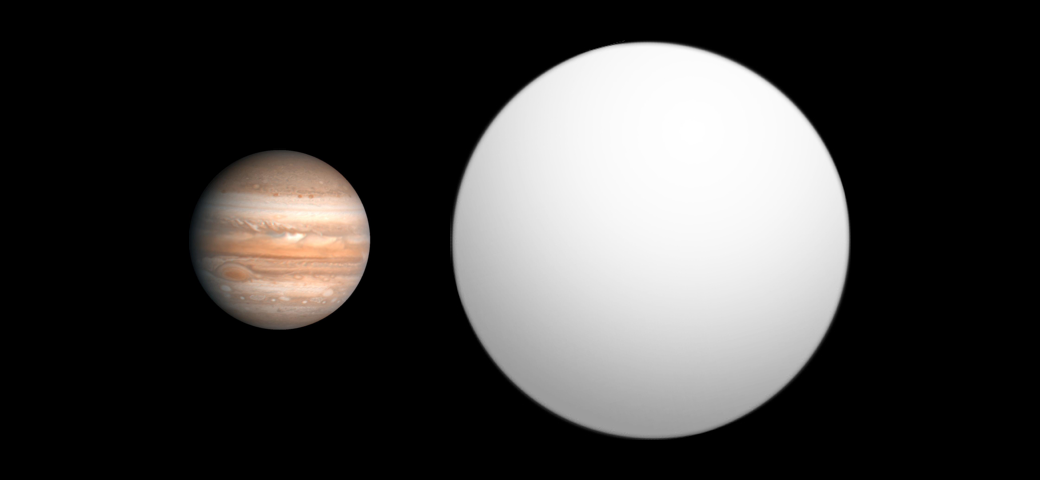

카멜레온자리 CT는 카멜레온자리에 속하는 황소자리 T형 항성이다. 분광형은 K형에 속하며, 이 항성은 큰 행성을 거느리고 있는 것으로 밝혀졌다.

## 상태
주계열성의 전 단계인 전주계열성에 속하는 항성이며 형성된 지 100~400만 년 정도가 되었다. 그보다 더 젊은 항성일 가능성도 있다. 수백만 년에서 수천만 년 후에 주계열성 단계에 진입할 것으로 보인다.

## 카멜레온자리 CT b
2006년, 유럽 남방 천문대에서 카멜레온자리 CT를 공전하고 있는 거대한 행성을 발견하였다. 발견 당시 모항성에서 약2.7초정도 떨어져 있었다. 질량은 약 17 목성질량으로 중수소를 융합할 수준에 달한다. 반지름은 0.23 태양반경에 달해 TrES-4b와 기존 최고 반경 기록을 세웠던 WASP-12b에 이어 외계 행성으로는 지름과 반지름 최고 기록을 세웠다.

## 논란
목성의 약 2.2배, 태양의 약 0.23배에 해당하는 큰 반지름과 약 17 목성질량에 달하는 무거운 질량으로 인해 최근 b가 갈색 왜성이라는 주장이 제기되고 있다. 갈색왜성이 될 수 있는 질량의 하한선인 약 13 목성 질량보다 b가 무거우며 K 분광형의 차가운 주성을 먼 거리에서 돌고 있음에도 불구하고 온도가 약 2,600 켈빈으로 높기 때문이다. 반지름과 온도는 일반적인 적색왜성과 비슷한 수준이다. 만약 b가 갈색왜성이라면 온도와 항성계의 나이로 따져 보았을 때, M8에서 L0 사이의 젊은 갈색왜성에 속할 것이다.